# Chiken Koppa, Yelbarga
Chiken Koppa là một làng thuộc tehsil Yelbarga, huyện Koppal, bang Karnataka, Ấn Độ.